# أرني موريسون
أرني موريسون هو لاعب كرة القدم الكندية كندي، (و. 1909 – 1976 م).